# Stanisław Krupka
Stanisław Krupka (ur. 22 kwietnia 1900 w Zimnej koło Turośli, zm. 24 marca 1977 w Aninie) – polski działacz społeczny, wójt gminy Wawer (od 1939), przewodniczący Powiatowej Rady Narodowej w Warszawie (1945–1947), wojewoda białostocki (1947–1948).

## Życiorys
Pochodził z rodziny chłopskiej, był synem Stanisława i Teofili z Nietupskich. Matka pochodziła z Łączek. Do szkoły powszechnej uczęszczał w Lemanie, następnie ukończył trzy klasy gimnazjum w Ostrowi Mazowieckiej; naukę kontynuował w Państwowym Seminarium Nauczycielskim w Łomży. Studia pedagogiczne odbył na Wyższym Kursie Nauczycielskim w Warszawie, ukończył też Akademię Nauk Politycznych. W latach 1917–1918 działał w Polskiej Organizacji Wojskowej, w późniejszym czasie uczestniczył m.in. w polskiej działalności plebiscytowej na Warmii i Mazurach.
Pracę nauczycielską rozpoczął w rodzinnym powiecie kolneńskim. W 1924 z działaczami ludowymi zorganizował najazd Kurpiów na Kolno jako efekt sprzeciwu wobec wysokich podatków nałożonych na mieszkańców przez starostę powiatu kolneńskiego i ataki policji na sprzeciwiających się opłatom. Sprawa skończyła się w 1925 procesem sądowym. Oskarżeni Kurpie zostali uwolnieni, podatki cofnięte, a starosta zwolniony ze stanowiska. Po tym wydarzeniu wzrosło społeczne zaufanie do Krupki.
W 1923 przeniesiony został służbowo do Warszawy, gdzie obok pracy w szkolnictwie podnosił kwalifikacje na wspomnianym Kursie Nauczycielskim. Zaangażował się w ruch ludowy, w 1923 wstąpił do Polskiego Stronnictwa Ludowego „Wyzwolenie”, w latach 1925–1926 był w składzie zarządu głównego stronnictwa. W 1924 należał do organizatorów tzw. marszu Kurpiów na Kolno, stanowiącego protest wobec opodatkowania ludności kurpiowskiej. Był również członkiem Akademickiej Niezależnej Młodzieży Ludowej. W 1926 wystąpił z „Wyzwolenia” i rozpoczął działalność w Niezależnej Partii Chłopskiej; kierował jej strukturami w powiecie łomżyńskim, ale po delegalizacji partii powrócił do Polskiego Stronnictwa Ludowego „Wyzwolenie”. W 1930 bez powodzenia ubiegał się o mandat poselski w okręgu łomżyńsko-kolneńskim, jako kandydat listy Związku Obrony Prawa i Wolności Ludu. W 1935 w ramach represji politycznych utracił posadę nauczycielską.
W 1939 został wybrany na wójta gminy Wawer. Funkcję tę pełnił przez całą okupację, w grudniu 1939 należał do nielicznych zatrzymanych przez Niemców w Wawrze, którzy uniknęli zbiorowej egzekucji. W latach wojennych zaangażowany był w ruch oporu, współpracował z Batalionami Chłopskimi, udzielał pomocy członkom konspiracji i osobom pochodzenia żydowskiego, w tym Januszowi Korczakowi.
We wrześniu 1944 wszedł w skład starostwa powiatu warszawskiego, w latach 1945–1947 sprawował funkcję przewodniczącego Warszawskiej Powiatowej Rady Narodowej, po czym został mianowany wojewodą białostockim (funkcję pełnił od 1 sierpnia 1947 do maja 1948). Kontynuował również działalność w ruchu ludowym, był członkiem Tymczasowego Zarządu Głównego Stronnictwa Ludowego, członkiem jego Rady Naczelnej oraz członkiem prezydium zarządu wojewódzkiego stronnictwa w Białymstoku. W 1949 został członkiem Zjednoczonego Stronnictwa Ludowego. 30 kwietnia 1951 wykluczony z partii, doczekał rehabilitacji 17 listopada 1956 wraz z przywróceniem praw członkowskich. Po rehabilitacji był m.in. członkiem komitetu dzielnicowego ZSL Warszawa-Praga Południe.
W latach 1953–1963 był wiceprezesem Spółdzielni „Wspólna Sprawa”, potem pracował naukowo w Zakładzie Budownictwa Wiejskiego Politechniki Warszawskiej.
Na początku lat 20. XX wieku ożenił się z córką ziemianina z Kolna, z którą miał dwoje dzieci. Żona wyemigrowała do USA. Córka została w Wawrze. Na początku lat 60. XX wieku małżeństwo Krupków zostało rozwiązane.
Zmarł 24 marca 1977, pochowany został na cmentarzu w Warszawie-Aninie.

## Odznaczenia
- Krzyż Oficerski Orderu Odrodzenia Polski (1959)
- Medal Niepodległości (1963)
- Złota Odznaka honorowa „Za Zasługi dla Warszawy” (1970)
- Odznaka Zasłużonego Działacza Ruchu Spółdzielczego (1971)
- miasto Kolno nadało mu tytuł honorowego obywatela[1].

## Upamiętnienie
Jego imię nadano szkołom w Lemanie (1987) i Łączkach (1989). Na ścianie szkoły w Lemanie umieszczono pamiątkową tablicę z jego popiersiem. W holu znajduje się gablota z pamiątkami po Krupce. Co roku w szkole jest organizowany Dzień Patrona z konkursem wiedzy o jego życiu i działalności. We wsi Łączki umieszczono tablicę mu poświęconą.